# Radmila Hrustanović
Radmila Hrustanović, en serbe cyrillique Радмила Хрустановић (née le 25 novembre 1952 à Belgrade) est une femme politique serbe. Elle est maire de Belgrade, la capitale de la Serbie de 2001 à 2004.

## Biographie
Radmila Hrustanović effectue ses études primaires et secondaires à Belgrade, puis elle suit les cours de la faculté de droit de Sarajevo. Elle exerce ensuite le métier d'avocat pendant huit ans puis travaille au Conseil exécutif fédéral pendant 14 ans.
De 1996 à 2000, elle est membre du Conseil exécutif de l'Assemblée municipale de Zvezdara. Puis, en 2000 et 2001, elle est membre du Conseil exécutif de l'Assemblée de la Ville de Belgrade, où elle a la charge du droit de propriété, la construction et l'information. En même temps, elle est pendant sept mois directrice par intérim de la chaîne de télévision Studio B. En février 2000, elle contribue également à la fondation du Réseau politique des femmes de Serbie.
De juin 2001 à novembre 2004, elle est présidente de l'Assemblée de la Ville de Belgrade (maire de Belgrade).
Elle est membre à la fois du Parti réformateur de Yougoslavie et de l'Alliance civique de Serbie ; cependant, en octobre 2004, elle quitte l'Alliance civique pour entrer au Parti démocratique.